# XXXX (啤酒品牌)
XXXX（发音为four-ex）是一个澳大利亚啤酒品牌，由昆士蘭州酿酒商Castlemaine Perkins（现为日资麒麟控股子公司Lion的一个部门）在布里斯班米尔顿酿造。XXXX啤酒在昆士蘭州非常受歡迎，在Pub和酒吧中都很常见。

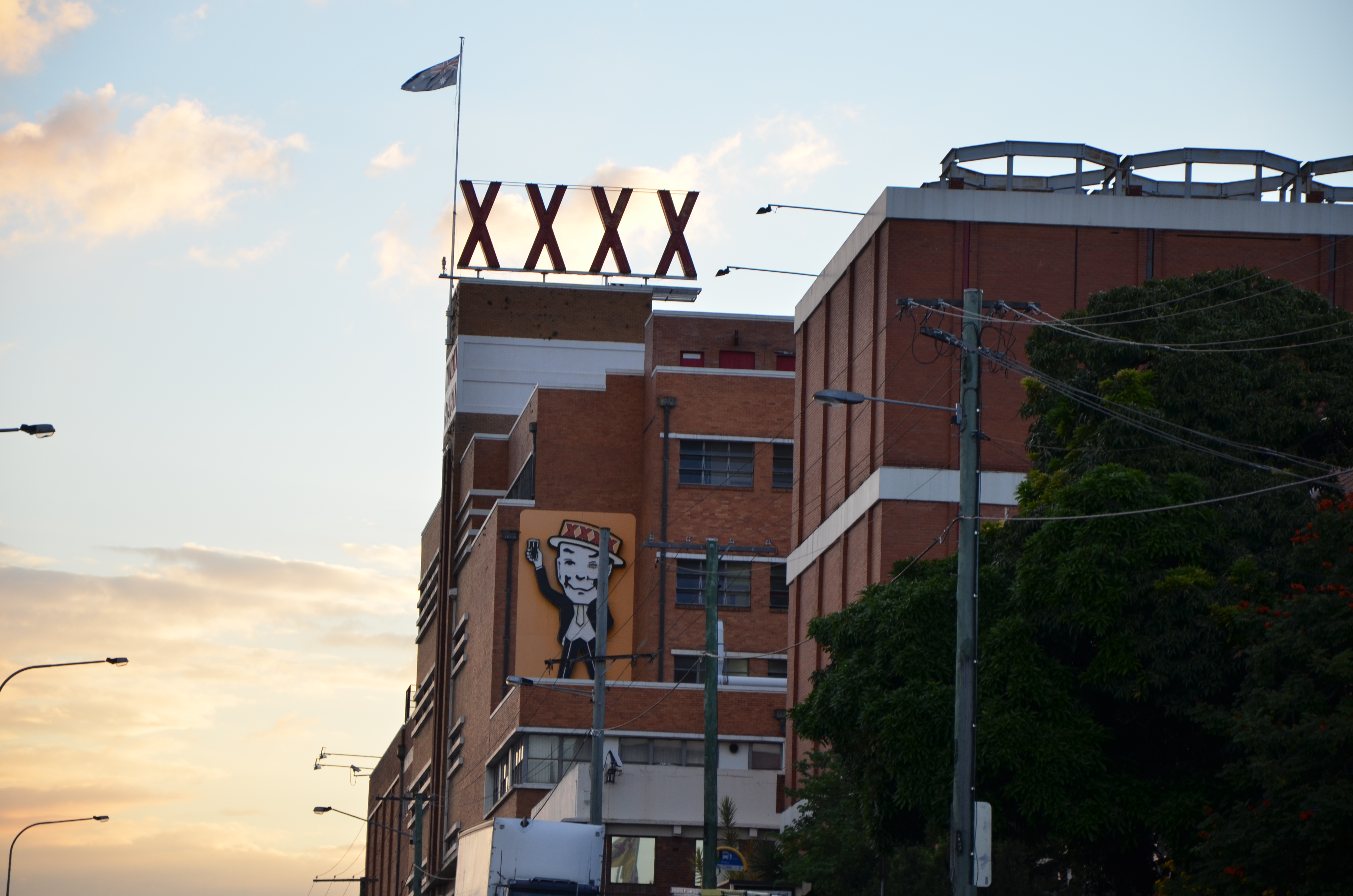
XXXX 啤酒厂，米尔顿，昆士兰

XXXX品牌于1924年首次推出，是对使用X表示啤酒强度的传统的回归。该品牌名称建立在1878年推出XXX Sparkling Ale的基础之上。

## 啤酒
目前销售的品牌包括：
- XXXX Bitter是一种酒精濃度为4.4%的淡色拉格啤酒，以 XXxxxXX 品牌销售。[1]在昆士兰订购时，通常称为 XXXX Heavy。
- XXXX Gold，中等强度拉格啤酒，3.5% ABV。XXXX Gold也是一种低碳水化合物啤酒。在昆士兰订购时，啤酒简称为黄金。
- XXXX Summer Bright Lager，全浓度4.0% ABV低碳水化合物啤酒。Summer Bright也有青柠和芒果两种口味。[2]
- XXXX Dry，作为一种易于饮用的全强度拉格啤酒销售，酒精濃度为4.2%。
- XXXX Zero，一種零酒精的拉格啤酒。

除此之外，以前不再大规模生产的啤酒偶尔会在与啤酒厂位于同一地点的 XXXX Alehouse & Restaurant 以小型限量版形式提供。这些啤酒品牌包括：
- Thirsty Dog，一种在1990年代流行的小麥啤酒。
- XXXX Draft是1970年代发布的 XXXX Bitter 的低碳酸版本，旨在从木桶中复制啤酒的独特味道。
- Carbine Stout是一种1915年至2008年酿造的司陶特啤酒，以1890年代著名的赛马命名。
- Castlemaine Best IPA是一种印度淡色艾尔，于1918年首次酿造。
- 2019年12月，最初的XXX Sparkling Ale在布里斯班CBD的几家酒吧（包括Alehouse）限量发行。

其他不再提供的啤酒包括：
- XXXX Light，2.3% ABV的低酒精度啤酒。
- XXXX DL Lager，一种低碳水化合物啤酒，酒精濃度为4.4%。
- XXXX Gold 澳大利亚淡色艾尔，酒精濃度3.5%。

## 历史
XXXX品牌由Castlemaine Brewers于1924年推出，以1857年公司成立的地点——卡斯尔梅恩命名。由黄色和红色组成的商标仍然带有该镇的名称。XXXX自推出以来一直在 Castlemaine Perkins Milton啤酒厂酿造，并在啤酒瓶和罐头的商标上展示了其啤酒厂的艺术家素描（后来变得非常风格化）。1950年代，啤酒厂竖立了醒目的“XXXX”照明标志。“XXXX”本身指的是一种传统的烈性啤酒分级系统。
1992年，Castlemaine Perkins被澳大利亚饮料和食品公司Lion Nathan收购，后者又于2009年被日本饮料集团麒麟控股收购。
2016年3月，XXXX Bitter的酒精濃度(ABV)从4.6%降至4.4%。

## 分销
XXXX在2009年之前由InBev Ltd在英国获得许可酿造。它通常以罐装形式在英国进行外带销售，有时在英式酒吧也可以买到。英国酿造的XXXX酒精度数为3.7%，这比大多数澳大利亚的XXXX啤酒稍弱。Castlemaine XXXX于2009年6月在InBev的许可协议到期时从英国撤出。

## 图像、广告和品牌标识

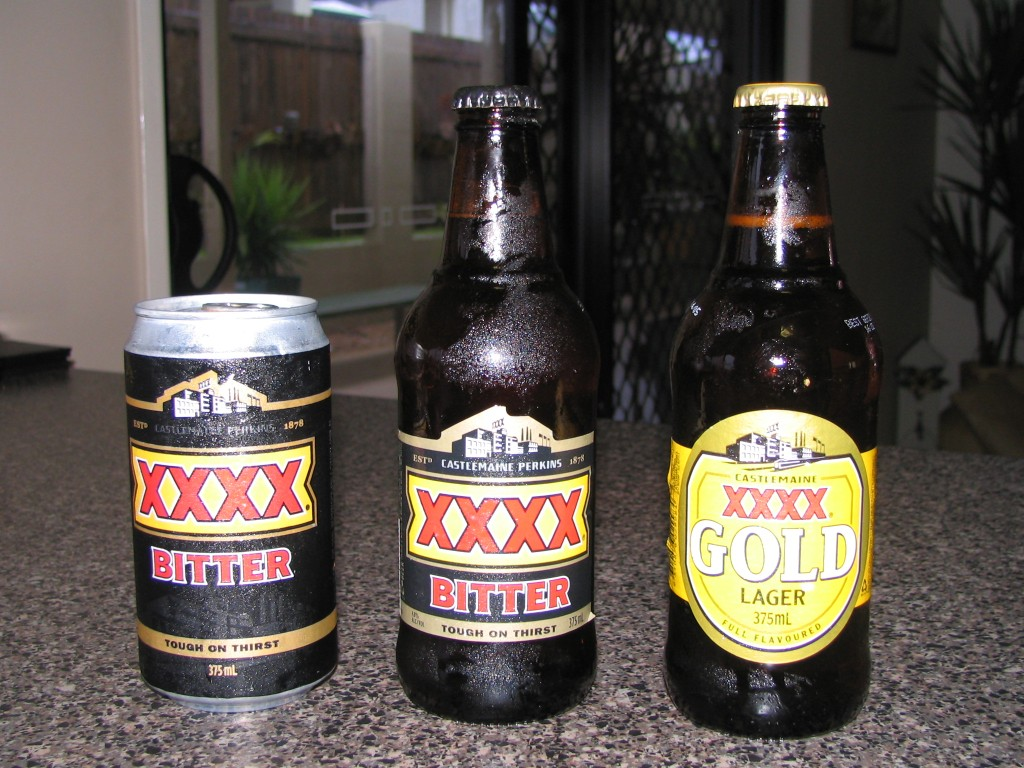
XXXX两种最受欢迎的啤酒的罐装和瓶装版本

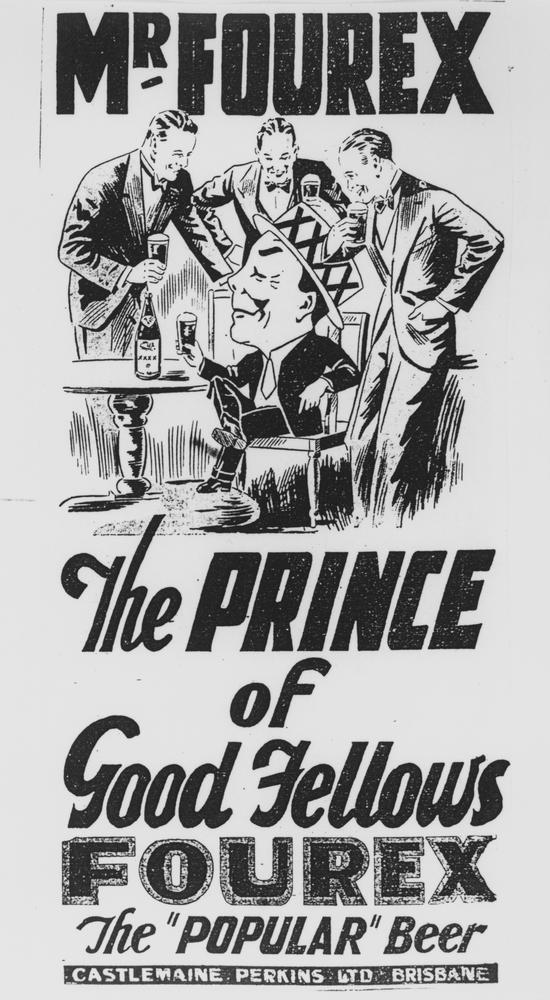
Fourex先生在1920年的广告中

XXXX的吉祥物是Fourex先生——一个穿着西装、戴着漁夫帽的快活卡通人，他出现在弥尔顿的福雷斯啤酒厂的金融城一侧。据说Fourex先生是以公司前董事Paddy Fitzgerald为蓝本，但Fourex先生是在1924年构思的，而Fitzgerald大约在1933年才加入XXXX。第二个说法是，这幅漫画模仿了一位著名的侏儒，他在1920年代后期在内城郊区的毅力谷區卖报纸。漫画灵感背后的真实身份仍是个谜。
军人们（澳大利亚軍隊，以及他们的盟友）经常使用的昵称是“铁丝网”，因为XXXX具有内陆地区使用的围栏产品的外观。
第二个重大活动于1980年代初在北昆士兰地区发起。当时“XXXX”的总经理 Pat Holmboe 听说当地有名的市政道路工作人员克林顿·豪（Clinton Howe）能够在短时间内饮用大量的啤酒（1分钟内约3公升或3/4加仑）。在政府压力下，该公司被迫在电视广告投放的最初几天内结束了该活动。
XXXX标签下的大多数啤酒在澳大利亚以375毫升罐装、375毫升瓶装和750毫升瓶装的形式在澳大利亚出售（在大多数昆士兰酒吧，但在整个澳大利亚都有售），所有瓶子都配有扭曲的顶盖。
在泰瑞·普萊契的Discworld系列奇幻小说中，一个类似澳大利亚的大陆被命名为XXXX，发音为“fourecks”。
XXXX的标签通常描绘了伊普斯威奇和羅斯伍德鐵铁路沿线的米尔顿啤酒厂，以一辆省略了铁路围栏的昆士蘭鐵路动车组为前景进行展现。以前的标签带有在布里斯班更常见的蒸汽机车和柴油机车。

### 体育赞助

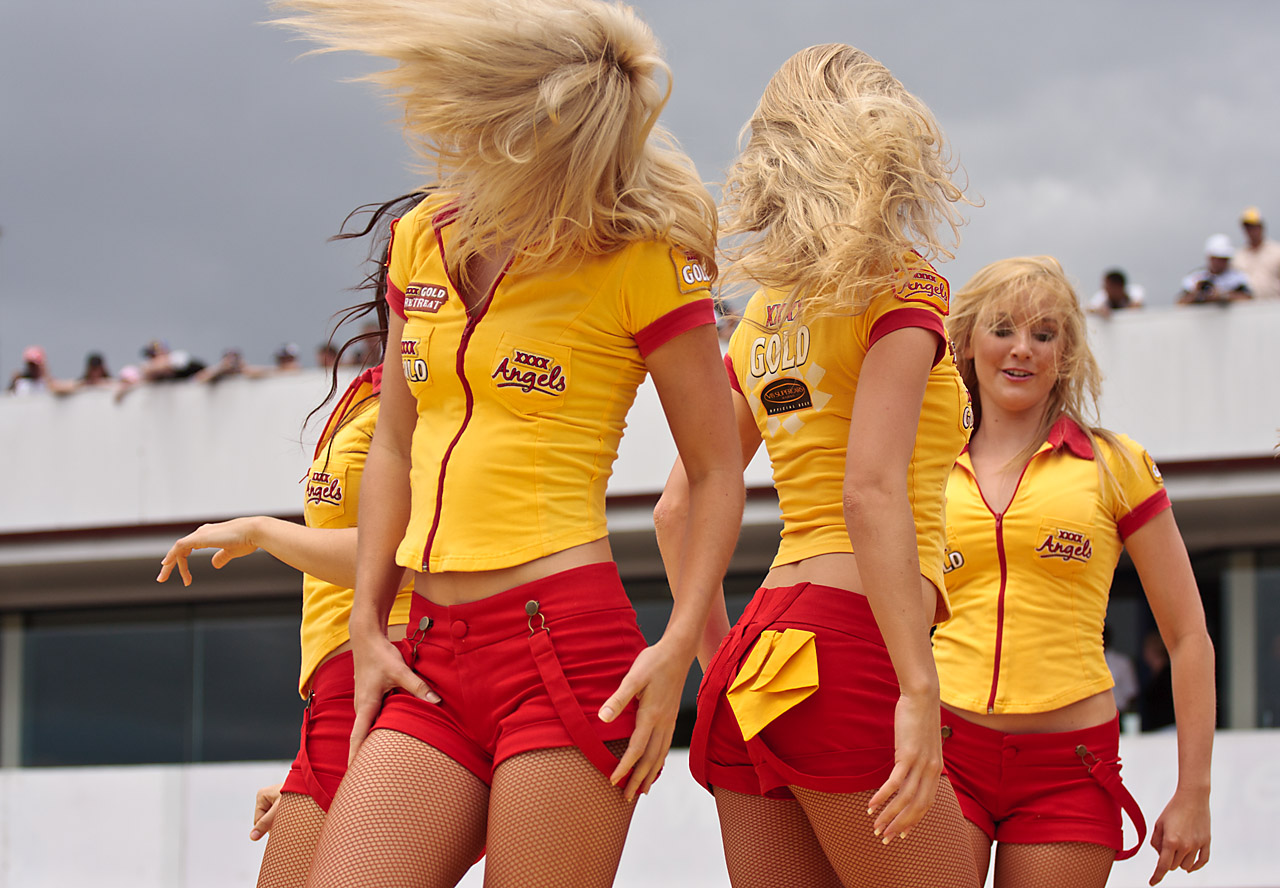
XXXX Angles在悉尼东溪赛道

XXXX是NRL起源州系列赛中昆士兰栗队的主要赞助商。XXXX Gold 还是昆士兰公牛队和QLD、SA、ACT以及NT板球协会的赞助商。XXXX Gold还赞助了澳大利亚V8超级跑车锦标赛系列以及职业骑牛大赛(PBR)澳大利亚分部。
XXXX赞助了XXXX Gold Beach Cricket Tri-Nations 2007系列赛，主要球員包括来自澳大利亚的著名板球运动员艾伦·波德、英格兰的格雷厄姆·古奇和西印度群岛的考特尼·沃尔什與维夫·理查兹爵士。
2012年3月，XXXX GOLD获得了大堡礁南部15英亩南瓜岛的三年租约，他们将其变成XXXX岛，用于广告和促销活动。